# Эволюция Бога
«Эволюция Бога» — книга Роберта Райта 2009 года, в которой исследуется история концепции Бога в трёх авраамических религиях с помощью различных средств, включая археологию, историю, теологию и эволюционную психологию. Структуры, которые связывают иудаизм, христианство и ислам, и способы, с помощью которых они изменили свои концепции с течением времени, рассматриваются как одна из центральных тем.
Одним из выводов книги, который пытается сделать Райт, является примирение между наукой и религией. Райт также прогнозирует будущее концепции «Бог».

## Эволюционная биология
Среди прочего, Райт обсуждает роль эволюционной биологии в развитии религии. Генетик Дин Хамер предположил, что у некоторых людей есть определённый ген, который делает их склонными к религиозным убеждениям, которые он называет геном Бога, и что со временем естественный отбор благоприятствует этим людям, потому что их духовность приводит к оптимизму. Однако Райт считает, что склонность к религиозным убеждениям не является адаптивной чертой, на которую влияет естественный отбор, а скорее антревольт — признак, который возникает как побочный эффект при формировании в ходе эволюции каких-либо адаптаций. Райт утверждает, что человеческий мозг приближается к религиозным убеждениям, основанным на том, как он адаптировался для выживания и размножения в ранних обществах охотников и собирателей.
Райт указывает на ключевые признаки религии, которые делают её легко воспринимаемой мозгом с определёнными адаптациями к выживанию:
- её заявления могут быть удивительными, странными и контринтуитивными,
- она заявляет, что объясняет причины хороших и плохих вещей,
- она говорит людям, что они могут контролировать эти причины и увеличивать соотношение хороших и плохих результатов,
- её трудно опровергнуть.

Люди приспособились обращать внимание на удивительную и вводящую в замешательство информацию, потому что она может быть жизненно важной (например, если человек покинул лагерь и таинственно исчез, другим разумно быть настороже, опасаясь хищника или чего-нибудь ещё). Понимание и контроль причин и следствий занимает первоочередное значение в человеческом мозге ещё и потому, что люди живут в сложных социальных группах, где предсказание мыслей и действий других и влияние на них дают союзников, статус и доступ к ресурсам. По мере того, как человеческие познавательные способности и любопытство расширялись на протяжении веков, их исследование причин и следствий расширялось от строго социального контекста в мир в целом. Это открывало дверь для религий, и они стали «объяснять» и такие вещи, как погода и болезни.
Хотя некоторые из этих объяснений были странными и сомнительными, тот факт, что они не могут быть полностью опровергнуты, придавал им доверие: лучше быть осторожным, чем мёртвым. Райт приводит как пример племя хайда, коренных жителей северо-западного побережья Северной Америки, которые пытались успокоить богов-убийц, чтобы прекратить штормы в море: они выливали пресную воду в океан или привязывали к концу весла табак или олений жир. Конечно, несмотря на это, некоторые умирали, но те, кто выжил, могли казаться подтверждением эффективности ритуала.
Таинственные и недоказанные верования могут сохраняться ещё и потому, что человеческий мозг адаптирован соглашаться с представлениями окружающих, даже если это противоречит лучшему суждению или личным убеждениям, поскольку человек, отчуждённый от группы, теряет защиту, питание и помощников. Райт приводит эксперименты Аша и даже положения о том, что стокгольмский синдром является не столько синдромом, сколько естественным продуктом эволюции, способ мозга обеспечивать, чтобы человек принимал и принимал его или её новую социальную группу. Кроме того, убеждения могут сохраняться, потому что, как выяснили социальные психологи, как только человек публично объявляет веру, он склонен сосредотачиваться на подкрепляющих её соображениях и игнорировать то, что ей противоречит. Это называется избирательным подходом.

## Отзывы
Журналист и политический обозреватель Эндрю Салливан в The Atlantic дал книге положительный отзыв, сказав, что книга «… дала мне надежду, что мы сможем избежать как бесплодия мира без Бога, так и ужасного слияния фундаментализма и оружия массового уничтожения»
Редактор релиза Newsweek Лиза Миллер описала «Эволюцию Бога» как переделку разговора о вере и рассуждениях. В отличие от таких авторов, как Сэм Харрис, Ричард Докинз и Кристофер Хитченс, Миллер даёт общий положительный обзор подхода книги к изучению концепции Бога.
В обзоре The New York Times профессор психологии Йельского университета Пол Блум сказал: «В своей блестящей новой книге „Эволюция Бога“ Роберт Райт рассказывает историю о том, как вырос Бог». Блум суммирует спорную позицию Райта, как «тон Райта аргументирован и осторожен, даже колеблется, повсюду, и приятно читать о таких вопросах, как нравственность Христа и смысл джихада, не чувствуя, что на вас кричат. Его взгляды, однако, провокационные и противоречивые. Здесь есть что-то, что может раздражать почти всех».
Тем не менее в обзоре New York Times, в котором был ответ от Райта, Николас Уэйд, писатель секции «Science Times», отмечает, что книга является «разочарованием с точки зрения Дарвина», поскольку эволюция «обеспечивает более простое объяснение морального развития, чем божество Райта, наполовину вызывающее». Райт ответил на комментарии Уэйда, сказав, что Уэйд неправильно понял аргумент Райта и что «Божество (если есть одно — и я агностик в этом вопросе) будет осознавать моральный прогресс посредством создания эволюции человеческого нравственного чувства (и через последующие развитие этого морального чувства, посредством культурной эволюции, особенно технологической эволюции». Уэйд ответил, что «эволюция кажется мне достаточным объяснением морального прогресса, который г-н Райт правильно распознаёт в человеческом состоянии, поэтому казалось, что нет необходимости привлекать божество».

## Рекламные выступления
Для продвижения книги Райт сделал ряд интервью, в том числе с Нью-Йорк Таймс, Publishers Weekly, и Bill Moyers Journal.
Он также делал серии видео на Bloggingheads.tv — сайте, учреждённом им вместе с Микки Каус. Райт также появилась в «отчёте Кольбера» 18 августа 2009 года.